# MÁV 51 sorozat

## Története
A MÁV EMI. osztályú mozdonyait 1911-ben gyártotta a prágai Ringhoffer és a magyar Siemens–Schuckert cég a MÁV kezelésében álló Vác–Budapest–Gödöllő Helyiérdekű Villamos Vasút (VBG HÉV) számára. Az 1–4 pályaszámokon üzembe állt, de még abban az évben a MÁV új mozdonyjelölési rendszere szerint 51,001–004 sorozatjelre és pályaszámokra változtatott jelölésű mozdonyok bonyolították a teherforgalmat az 1911-ben villamosított Rákospalota–Veresegyház–Gödöllő és Veresegyház–Vác vonalakon. 1931-ben a mozdonyok sorozatjele – tulajdonképpen helytelenül, hiszen négy hajtott kerékpárú típus – V51-re módosult. A második világháborúban a mozdonyokat elhurcolták, megsérültek. Ezért, valamint a háborúban megsemmisült felsővezeték-rendszer miatt a mozdonyok 1948-as hazatérésük után már nem álltak üzembe és 1951 áprilisában selejtezték őket.